# 2010-es Teen Choice Awards
A 2010-es Teen Choice Awards-ot, 2010. augusztus 8-án, vasárnap tartották, a Fox televízió, másnap, augusztus 9-én, hétfő adta le. A díjkiosztó házigazdái: Katy Perry, Cory Monteith, Mark Salling, Chris Colfer és Kevin McHale voltak. Az est folyamán pedig Jason Derülo, Travie McCoy feat. Bruno Mars, Katy Perry, Justin Bieber és a Diddy-Dirty Money lépett fel.

## Choice Movie Actor: Drama
Emlékezz rám – Robert Pattinson
- Testvérek – Jake Gyllenhaal
- Kedves John! – Channing Tatum
- Testvérek – Tobey Maguire
- A bombák földjén – Jeremy Renner

## Choice Movie Actor: Horror/Thriller
Viharsziget – Leonardo DiCaprio
- Paranormal Activity – Micah Sloat
- Ördög bújt beléd – Adam Brody
- A mostohaapa – Penn Badgley
- Rémálom az Elm utcában – Jackie Earle Haley

## Choice Movie Actor: Comedy
Bérgyilkosék – Ashton Kutcher
- Haláli temetés – Chris Rock
- Párterápia – Steve Carell
- Felhangolva – Russell Brand
- Felhangolva – Jonah Hill

## Choice Movie Actor: Action Adventure
G. I. Joe: A kobra árnyéka – Channing Tatum
- Zöld zóna – Matt Damon
- HA/VER – Nicolas Cage
- Robin Hood – Russell Crowe
- Sherlock Holmes – Robert Downey Jr.

## Choice Movie Actress: Drama
A szív bajnokai – Sandra Bullock
- The Runaways – Dakota Fanning
- The Runaways – Kristen Stewart
- Kedves John! – Amanda Seyfried
- Az utolsó dal – Miley Cyrus

## Choice Movie Actress: Comedy
Haláli temetés – Zoë Saldana
Hot Tub Time Machine – Lizzy Caplan
Párterápia – Tina Fey
- Zombieland – Emma Stone
- Páros mellékhatás – Kristen Bell

## Choice Movie Actress: Action Adventure
Sherlock Holmes – Rachel McAdams
- Éli könyve – Mila Kunis
- G. I. Joe: A kobra árnyéka – Sienna Miller
- Robin Hood – Cate Blanchett
- Vesztesek bosszúja– Zoë Saldana

## Choice Movie Actress: Horror/Thriller
Ördög bújt beléd – Megan Fox
- Sorority Row – Rumer Willis
- Rémálom az Elm utcában – Katie Cassidy
- Sorority Row – Audrina Patridge
- Viharsziget – Michelle Williams

## Choice Movie: Dance
Nász-ajánlat – Betty White, Sandra Bullock
- Párterápia – Steve Carell, Tina Fey
- Vasember 2 – Robert Downey Jr.
- This Is It – Michael Jackson
- Az utolsó dal – Miley Cyrus, Liam Hemsworth

## Choice Summer Movie Star: Female
Alkonyat – Napfogyatkozás – Kristen Stewart
- Kéjjel-nappal – Cameron Diaz
- Ramona and Beezus – Selena Gomez
- Twelve – Emma Roberts
- Salt ügynök – Angelina Jolie

## Choice Summer Movie Star: Male
Alkonyat – Napfogyatkozás – Robert Pattinson
Alkonyat – Napfogyatkozás – Taylor Lautner
- A karate kölyök – Jaden Smith
- Charlie St. Cloud halála és élete – Zac Efron
- Nagyfiúk – Adam Sandler

## Choice Summer Movie
Alkonyat – Napfogyatkozás
- A szupercsapat
- Gru
- Nagyfiúk
- Kéjjel-nappal
- A karate kölyök
- Az utolsó léghajlító
- A varázslótanonc
- Salt ügynök
- Eredet

## Choice Movie: Comedy
Felhangolva
Párterápia
- Hot Tub Time Machine
- Bérgyilkosék
- Túl jó nő a csajom

## Choice Movie: Chemistry
Kedves John – Amanda Seyfried, Channing Tatum
Alkonyat – Újhold – Robert Pattinson, Kristen Stewart
- Az utolsó dal – Miley Cyrus, Liam Hemsworth
- Nász-ajánlat – Sandra Bullock, Ryan Reynolds
- Valentin nap – Taylor Swift, Taylor Lautner

## Choice Movie: Action Adventure
Sherlock Holmes
- Robin Hood
- G. I. Joe: A kobra árnyéka
- HA/VER
- Vesztesek bosszúja

## Choice Movie: Horror/Thriller
Paranormal Activity
- Rémálom az Elm utcában
- A mostohaapa
- Viharsziget
- Hibrid

## Choice Movie: Breakout Male
Az utolsó dal – Liam Hemsworth
- Adventureland - Kalandpark, Zombieland – Jesse Eisenberg
- HA/VER – Aaron Taylor-Johnson
- Villámtolvaj – Percy Jackson és az olimposziak – Logan Lerman
- A szív bajnokai – Quinton Aaron

## Choice Movie: Liplock
Alkonyat – Újhold – Kristen Stewart, Robert Pattinson
- Az utolsó dal – Liam Hemsworth, Miley Cyrus
- Valentin nap – Taylor Lautner, Taylor Swift
- Nász-ajánlat – Ryan Reynolds, Sandra Bullock
- Felhangolva – Russell Brand, Jonah Hill

## Choice Movie: Breakout Female
Valentin nap – Taylor Swift
- A titánok harca – Gemma Arterton
- HA/VER – Chloe Moretz
- Villámtolvaj – Percy Jackson és az olimposziak – Alexandra Daddario
- Alice Csodaországban – Mia Wasikowska

## Choice Movie: Drama
A szív bajnokai
- Az utolsó dal
- The Runaways
- Kedves John!
- Emlékezz rám!

## Choice Movie Fight/Action Sequence
Alice Csodaországban – Mia Wasikowska
Alice vs The Jabberwocky
- Avatar – Stephen Lang, Sam Worthington

Jake Sully vs Col. Quatrich
- Vasember 2 – Don Cheadle, Robert Downey Jr.

Iron Man & War Machine vs The Hammer Drones
- Villámtolvaj – Percy Jackson és az olimposziak – Logan Lerman, Jake Abel

Percy Jackson vs Luke
- Felhangolva – Sean „P. Diddy” Combs, Jonah Hill, Russell Brand

Aldous & Aaron vs Sergio

## Choice Movie: Hissy Fit
Az utolsó dal – Miley Cyrus
- Páros mellékhatás – Vince Vaughn
- Valentin nap – Jessica Biel
- Avatar – Giovanni Ribisi
- Felhangolva – Sean „P. Diddy” Combs

## Choice Movie: Villain
Alkonyat – Újhold – Rachelle Lefevre
- HA/VER – Christopher Mintz-Plasse
- Avatar – Stephen Lang
- G. I. Joe: A kobra árnyéka – Joseph Gordon-Levitt
- Vasember 2 – Mickey Rourke

## Choice TV Actor: Drama
Gossip Girl – A pletykafészek – Chace Crawford
- The Secret Life of the American Teenager – Daren Kagasoff
- Gossip Girl – A pletykafészek – Penn Badgley
- 90210 – Tristan Wilds
- The Secret Life of the American Teenager – Ken Baumann

## Choice TV Actress: Drama
Gossip Girl – A pletykafészek – Leighton Meester
- The Secret Life of the American Teenager – Shailene Woodley
- Gossip Girl – A pletykafészek – Blake Lively
- Doktor House – Olivia Wilde
- Tuti gimi – Sophia Bush

## Choice TV: Male Reality/Variety Star
American Idol – The Search for a Superstar – Dwayne Lee
- The Apprentice – Bret Michaels
- The Hills – Brody Jenner
- Jersey Shore – Mike „The Situation” Sorrentino
- Jersey Shore – DJ Pauly D

## Choice TV: Villain
Vámpírnaplók – Ian Somerhalder
- Survivor – Russell Hantz
- Gossip Girl – A pletykafészek – Ed Westwick
- Lost – Eltűntek – Terry O’Quinn
- Glee – Sztárok leszünk! – Jane Lynch

## Choice TV: Female Reality/Variety Star
Keeping Up with the Kardashians – Kim Kardashian, Kourtney Kardashian, Khloe Kardashian
- The Hills – Lauren Conrad
- The Hills – Kristin Cavallari
- Jersey Shore – Nicole „Snooki” Polizzi
- American Idol – The Search for a Superstar – Crystal Bowersox

## Choice TV Show: Drama
Gossip Girl – A pletykafészek
- 90210
- Doktor House
- A Grace klinika
- The Secret Life of the American Teenager